# Liège-Rome-Liège

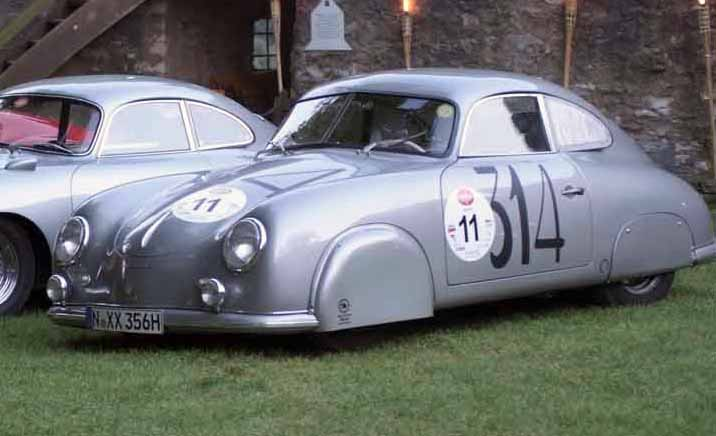
Porsche 356 SL version Gmünd coupé, véhicule de tourisme vainqueur des éditions de la course Liège-Rome-Liège 1952 et 1954 avec Helmut Polensky et Walter Schlüter (en 1952) et H. Linge (en 1954).

Liège-Rome-Liège (surnommée Le Marathon de la route) est une course automobile qui s'est disputée de 1931 à 1971, réservée aux voitures dites de tourisme, en véritable championnat international du grand tourisme à l'époque.

## Historique
Elle se déroulait sur route ouverte, sur une distance moyenne de 3 500 km non-stop (parfois plus de 5 000 km comme en 1959) : départ le mercredi à 23 heures de Spa, et retour au même endroit le dimanche vers 16 heures.
Une Coupe d'Or était aussi parfois attribuée aux vainqueurs de classe trois années de rang, comme Bill Bengry.
De 1961 à 1964, le parcours fut modifié en Liège-Sofia-Liège.  En effet, cela reflétait la volonté de l'organisateur — le Royal Motor Union de Liège — de diversifier le tracé, qui d'ailleurs n'allait plus vraiment jusqu'à Rome.
De 1965 à 1971, l'épreuve se déroula sur le Nürburgring en raison du refus de certains pays de la traversée de leur territoire. La durée de la course fut de 82 heures pour atteindre 96 heures dans sa dernière édition.
Une nouvelle édition « revival » de la course était prévue pour 2011 mais a été annulée, il est question de la relancer sous forme de rallye de régularité.
De nombreux pilotes de renom tels qu'Olivier Gendebien, Willy Mairesse, Lucien Bianchi, ou Jacky Ickx ont remporté la victoire.

## Palmarès
(recordman du nombre de victoires: Jean Trasenster (dit Ginet) (5))
Liège-Rome-Liège, années 1930

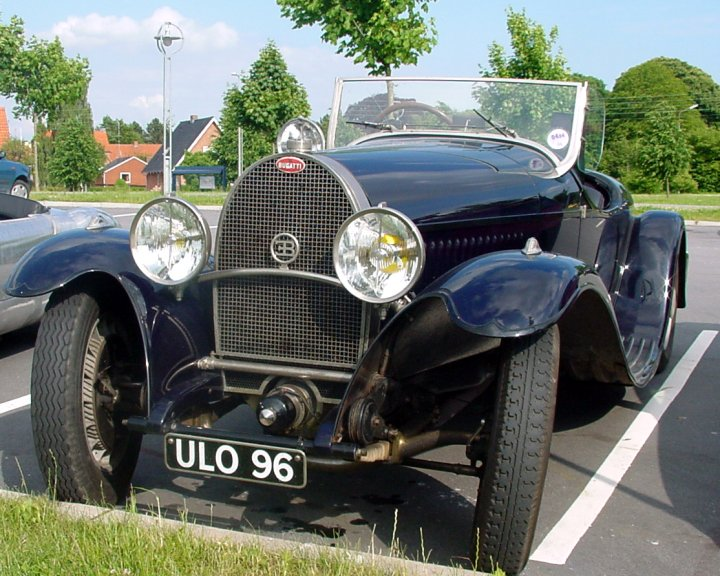
Bugatti Type 49, modèle vainqueur de la 1ère édition du Marathon.

- 1931: Willy Toussaint-Alphonse Evrard (Bugatti 49);
- 1932: Baron Orban de Xivry-L.Havelange (Bugatti 46);
- 1933: Télesphore George-Collon (FN 3.2L), et Paul von Guillaume-Mme L.Bahr (Adler 2L Favorit);
- 1934: Alphonse Evrard-Jean Trasenster (Bugatti), et Peter Collin-Mme Collin (Bugatti), et Charles Lahaye-René Quatresous (Renault), et Paul von Guillaume-Mme L.Bahr (Impéria), et Van Naemen-Ferruccio Canciani (Lancia), et Max Thirion (père de Germaine)-Georges Bourianou (Bugatti), et Hans-Joachim Bernet-Max Sailer (Mercedes-Benz);
- 1935: Jean Trasenster-Franz Breyre (Bugatti), et Charles Lahaye-René Quatresous (Renault Nervasport);
- 1936: Annulé, par contestation de dates par les autorités belges;
- 1937: Karl Haeberle[3]-Walter Glökler (Hanomag - constructeur: K.Haeberle);
- 1938: Jean Trasenster-Franz Breyre (Bugatti);
- 1939: Jean Trasenster-Franz Breyre (Bugatti), et Jean Trévoux-Marcel Lesurque (Hotchkiss);

Liège-Rome-Liège, années 1950 et 1960
- 1950: Claude Dubois-Charles de Cortanze (Peugeot 203 Special 1 490 cm3);
- 1951: Johnny Claes-Jacques Ickx (Jaguar XK 120);
- 1952: Helmut Polensky-Walter Schlüter (Porsche 356);
- 1953 (9e épreuve du tout premier Championnat d'Europe des rallyes): Johnny Claes-Jean Trasenster (Lancia Aurélia GT);
- 1954: Helmut Polensky-Herbert Linge (Porsche 356);
- 1955: Olivier Gendebien-Pierre Stasse (Mercedes-Benz 300 SL)

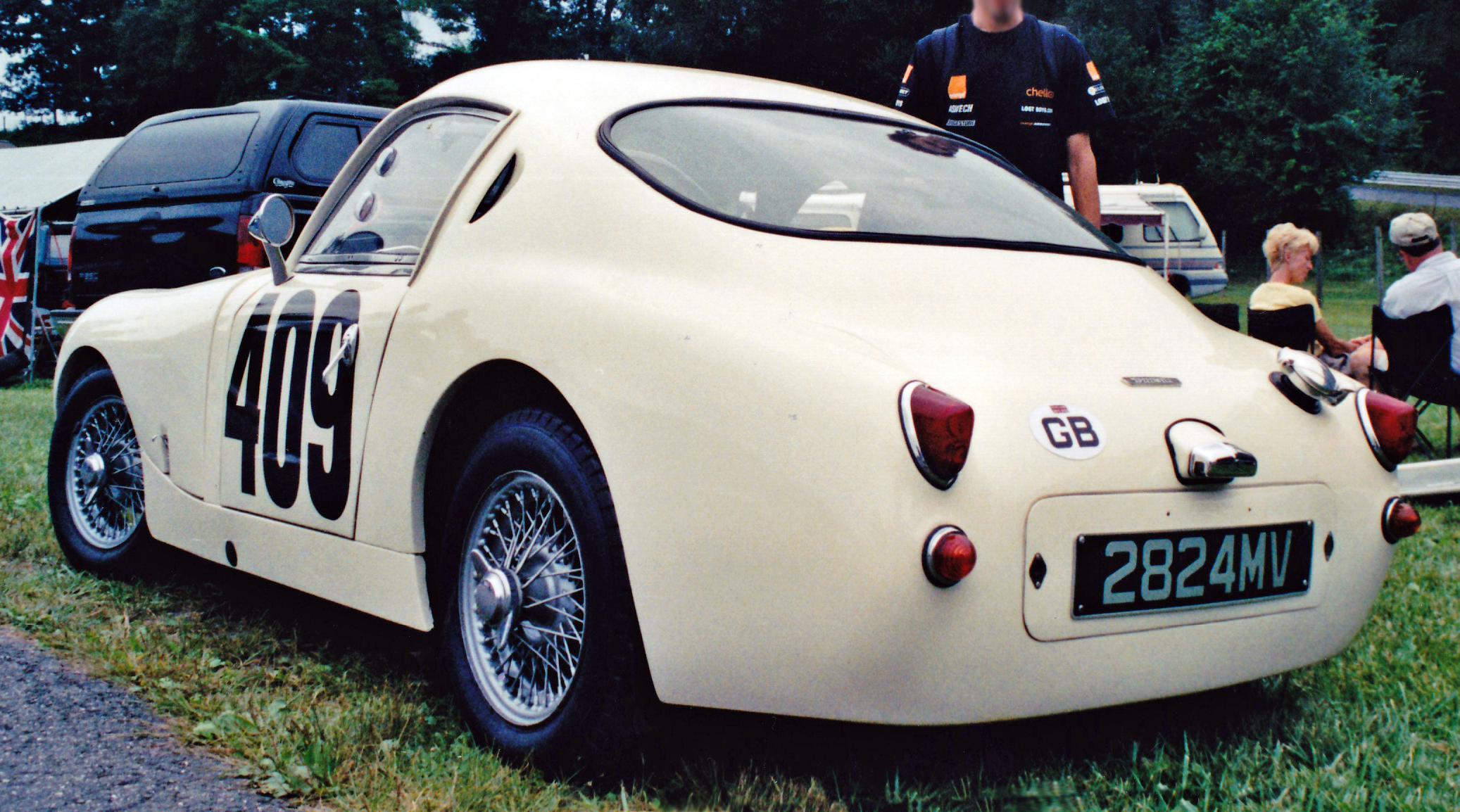
La Speedwell "Frogeye" Sebring Sprite de Dan Margulies, pour l'édition 1960.

- 1956: Willy Mairesse-Willy Genin (Mercedes-Benz 300 SL);
- 1957: Claude Storez-Robert Buchet (Porsche 356)
- 1958: Jean Hébert-Bernard Consten (Alfa Romeo Giulietta)
- 1959: Robert Buchet-Paul Ernst Strähle (Porsche 356 Carrera), et Jacques Féret-Guy Monraisse (Renault)
- 1960: Pat Moss-Ann Wisdom (Austin Healey 3000)

Liège-Sofia-Liège (en passant par Sofia en Bulgarie):
- 1961: Lucien Bianchi-Georges Harris (Citroën DS 19)
- 1962: Eugen Böhringer-Hermann Eger (Mercedes-Benz 220 SE)
- 1963: Eugen Böhringer-Klaus Kaiser (Mercedes-Benz 230 SL)
- 1964: Rauno Aaltonen-Tony Ambrose (Austin Healey 3000)

Quatre-Vingt-Deux Heures du Nürburgring (Marathon de la Route):
- 1965: Henri Greder-Johnny Rives (Ford Mustang), et Rainer Ising-Bernd Degner (Porsche)

Quatre-Vingt-Quatre Heures du Nürburgring (Marathon de la Route):
- 1966: Julien Vernaeve-Andrew Hedges (MGB GT), et Jacky Ickx-Gilbert Staepelaere (Ford)
- 1967: Edgar Herrmann-Jochen Neerpasch-Vic Elford (Porsche 911R)
- 1968: Herbert Linge-Dieter Glemser-Willi Kauhsen (Porsche 911)
- 1969: Harry Källström-Sergio Barbasio-Tony Fall (Lancia Fulvia HF 1.6)

Quatre-Vingt-Six Heures du Nürburgring (Marathon de la Route):
- 1970: Gérard Larrousse - Helmut Marko - Claude Haldi (VW-Porsche 914/6)

Quatre-Vingt-Seize Heures du Nürburgring (Marathon de la Route):
- 1971: Jacques Henry-Maurice Nusbaumer-Jean-Luc Thérier (Alpine-Renault A110)